# 溝上泰
溝上 泰（みぞうえ やすし、1932年4月2日 - ）は、日本の教育学者。広島県出身。広島大学教育学部高等学校教育科社会科歴史卒業。同大学大学院文学研究科修士課程西洋史学専攻修了（文学修士）。

## 経歴
広島大学大学院を修了後、広島県海田高等学校（現広島県立海田高等学校）教諭となり、その後は長崎大学教育学部講師、同大学助教授、広島大学助教授、同大学教授、広島大学附属東雲小学校長に就任。
その後は鳴門教育大学教授、同大学副学長を経て1998年4月から2004年3月まで同大学学長に就任。
また文部省初等中等教育局小学校教育課教科調査官、全国社会科教育学会長、日本社会科教育学会評議員、OECD/CERI環太平洋研究組織議長、日本教育大学協会理事・評議員、日本教科教育学会理事、徳島県教育振興会審議会長を歴任。

## 著書
- 『ハロルド・ラッグ社会科カリキュラム成立過程の研究』（2007年11月、風間書房）
- 『社会科教育実践学の構築 新しい時代に生きる教師のための基礎基本』（2004年4月、明治図書出版）
- 『生活科教育』（1994年3月、学術図書出版社）
- 『新旧学習指導要領の対比と考察 小学校社会科』（1989年6月、明治図書出版）
- 『社会科基礎・基本の体系的指導』（1984年4月、明治図書]）
- 『小学校社会科指導細案』（1980年6月、明治図書）
- 『小学校社会科』（1978年10月、明治図書）

## 共著
- 『国際理解重要用語300の基礎知識』（大津和子、2000年12月、明治図書出版）
- 『生活科教育 改訂版』（2000年12月、学術図書出版社）
- 『社会科授業を面白くするアイデア大百科』（1995年7月、明治図書出版）
- 『小学校新教育課程の解説 社会』（高野尚好、1977年、第一法規出版）